# هاري ويلك
هاري ويلك (بالإنجليزية: Harry Wilke)‏ هو لاعب كرة قاعدة أمريكي، ولد في 14 ديسمبر 1900 في سينسيناتي في الولايات المتحدة، وتوفي في 21 يونيو 1991 في هاملتن في الولايات المتحدة.

## وصلات خارجية
- هاري ويلك على موقعبيزبول رفرنس.كوم (الدوري الرئيسي) (الإنجليزية)